# Elöljáró
A nyelvtanban az elöljáró vagy elöljárószó, idegen szóval prepozíció (latinul praepositio < prae- „előtt” + positia „helyzet”, franciául préposition, angolul preposition) kifejezés egyes nyelvekben a viszonyszók egyikét nevezi meg. Nincs fogalmi tartalma, elvont és elégtelen szemantikai tartalma van, változatlan alakú, és nem lehet mondatrész, hanem csak nyelvtani eszköz. Mondattani funkcióként alárendelési viszony keretében köt össze két mondatrészt. Az alárendelt mondatrész lehet határozó, tárgy, jelző vagy névszói állítmány névszói része. Az elöljáró, egy esetleges determináns és egy lexikai jelentésű szó együtt alkotnak elöljárósnak nevezett szószerkezetet.
Egyes nyelvekben, mint a magyar vagy a japán, az elöljáróknak ugyanolyan funkcióval névutók felelnek meg. E két viszonyszó-kategória szerepének a súlya a nyelvtani esetek kifejezésében hozzájárul a nyelvek elhelyezéséhez az analitizmus–szintetizmus skáláján. A viszonylag fejlett névszóragozású nyelvekben az elöljárók, illetve a névutók szerepe kevésbé fontos, mint a viszonylag csekély vagy éppenséggel hiányzó névszóragozású nyelvekben. Az előbbiek szintetikusabbak, például a latin nyelv, azaz kevésbé analitikusak, mint az utóbbiak, például az újlatin nyelvek.
A nyelveket az is jellemezheti, hogy csak elöljárókhoz vagy csak névutókhoz folyamodnak, vagy az, hogy milyen súlya van az elöljáróknak a névutókkal szemben azon nyelvekben, amelyek mindkét viszonyszó-típussal rendelkeznek. Nyelvészek észrevették, hogy az elöljárót egy bizonyos mondattani típushoz tartozó nyelvek preferálják, mégpedig az SVO-nyelvek, amelyekben az alany–állítmány–tárgy szórend dominál, a névutók használata pedig az SOV-nyelvekre jellemző. Az indoeurópai nyelvek többsége elöljárós, miközben névutós nyelvek például a finnugor nyelvcsaládhoz tartozók, köztük a magyar, vagy a török nyelvek. Például a magyarban gyakorlatilag csak névutók vannak. Az egyetlen elöljárószerű szó az ún. „határozóvá tevő mint”, pl. a Mint ápoló dolgozik mondatban. Bár az indoeurópai nyelvek többsége elöljárókat használ, mégis vannak köztük olyan nyelvek, amelyekben van néhány névutó is. Ilyenek például a klasszikus latin (pl. mortis causa „halál miatt”) vagy az angol (pl. ten years ago „tíz évvel ezelőtt”).

## Az elöljárók fajtái eredetük és alakjuk szerint
Eredetük szerint elsősorban elsődleges elöljárók vannak, amelyek ugyanakkor egyszerű szavak.
Francia grammatikákban egyszerű elöljárók à ’-nál/-nél’, en ’-ba(n)/-be(n)’, entre ’között/közé’, sous ’alatt/alá’ stb. Az összetettek két különböző szófajból is származhatnak, pl. depuis ’óta’ (< de ’-tól/-től’ + puis ’aztán’). Ebben a nyelvben két egyszerű elöljáró, à és de összeolvad két határozott névelővel: la maison du (< de + le) berger ’a juhász háza’, la maison des (< de + les) bergers ’a juhászok háza’, parler au (< à + le) médecin ’az orvosnak szólni’, parler aux (< à + les) médecins ’az orvosoknak szólni’.
Román grammatikákban megjegyzik, hogy az elsődleges elöljárók nagy többsége latin eredetű, pl. cu ’-val/-vel’, după ’után’, fără ’nélkül’ stb. Egyesek jövevényszók, pl. contra ’ellen’. Ezek eredetileg és formailag is egyszerűek, de formailag egyszerűeknek tekintik azokat is, amelyek már a románban létező két teljesen összeolvadt elöljáróból származnak, pl. dintre ’közül’ (< din ’-ból/-ből’ + între ’között/közé’). Összetetteknek számítanak a nem összeolvadt elöljárókból alakultak, pl. ’a valami belsejéig’ jelentésű până în < până ’-ig’ + în ’-ba(n)/-be(n)’.
A BHMSz grammatikákban is számba vesznek elsődleges, egyszerű elöljárókat (bez ’nélkül’, do ’-ig’, nad ’fölött/fölé’ stb.) és összetetteket, ilyeneknek tekintve csak a két szóból teljesen összeolvadtakat, amelyek között eredetileg különböző szófajúak is lehetnek, pl. ispod ’alól’ (< iz ’-ból/-ből’ + pod ’alatt/alá’).
Az elöljárók egy része szófajváltással keletkezik. Egyes szerzők másodlagosaknak nevezik őket. Példák:
- franciák:[11]
  - jelen idejű melléknévi igenévből: concernant ’illetően’;
  - múlt idejű melléknévi igenévből: vu ’miatt’;
  - melléknévből: sauf ’kívül’ (= ’kivéve’);
  - határozószóból: hors ’kívül’ (= ’kivéve’);
- románok:[12]
  - határozószóból:
    - főleg határozott végartikulussal: înaintea ’előtt’;
    - változatlan alakban: drept ’mint’ (= ’-ként’);

  - főnévből: grație ’köszönhetően’;
  - melléknévi igenévből: potrivit ’szerint’;
  - határozói igenévből: privind ’illetően’;
- angolok:[16]
  - határozói igenévből: regarding ’illetően’;
  - melléknévi igenévből: given ’adva lévén’;
- BHMSz:[14]
  - tárgyesetű főnévből: put ’felé’;
  - eszközhatározói esetű főnévből: povodom ’alkalmával’.

A fenti nyelvekben, a románon kívül, több olyan szó van, amely ugyanazzal az alakkal elöljáróként is, és határozószóként is használatos:
- (franciául) après ’után/azután’, avant ’előtt/azelőtt’, contre ’ellen(e)’, depuis ’óta/azóta’, derrière ’mögött(e), devant ’előtt(e)’ stb.;[17]
- (angolul) near ’közelében/közel’, before ’előtt/azelőtt’, after ’után/azután’, behind ’mögött(e)’;[18]
- (horvátul) blizu ’közelében/közel’, mimo ’mellett(e)’, poslije ’után/azután’; prije ’előtt/azelőtt’, van ’kívül/kint’.[14]

Egyes grammatikák elöljáró értékű szókapocsolatokat is számba vesznek, azaz olyan szócsoportokat, amelyek elöljárókon kívül egyéb szófajú elemeket (határozószókat, főneveket stb.) is tartalmaznak. Ezeket a szócsoportokat nem elemzik, hanem egységesen töltenek be elöljárói szerepet. Készletük nyitott. Régiek mellett folytonosan jelennek meg újak, beleértve jövevényeket és tükörfordításokat.
A francia nyelvben vannak egyrészt csak főnévvel és névmással használt elöljáró értékű szókapcsolatok, másrészt csak főnévi igenévvel használtak. Példák az előbbiek közül à cause de ’miatt’, à compter de ’kezdődően’, à l’exception de ’kivételével’, au-delà de ’túl’, au-dessus de ’fölött’, grâce à ’hála’, vis-à-vis de ’szemben’. Az utóbbiak a magyarban igékből képzett főnevekkel használt névutóknak vagy a megfelelő igékkel használt kötőszóknak felelnek meg. Egyébként vannak nekik ugyanazzal a főelemmel alkotott kötőszó értékű szókapcsolat megfelelőik is: afin de ’végett’ vs. afin que ’azért, hogy’, avant de ’előtt’ vs. avant que ’mielőtt’ stb.
A románban régebbi elöljáró értékű szókapcsolat az în fața ’előtt/elé’, újabbak a francia eredetű vizavi de ’szemben’ vagy a franciából való în măsura ’mértékében’ tükörfordítás.
Az angolban is számos elöljáró értékű szókapcsolat van, pl. because of ’miatt’, due to ’köszönhetően’, instead of ’helyett’, in front of ’előtt/elé’.

## Az elöljárók jelentése
Egyes elöljárók annyira elvontak, hogy nem lehetséges érzéki reprezentálásuk. Ilyenek például az ’ellen’, ’részére’, ’számára’ jelentésűek. Mások kevésbé elvontak, ezért lehetséges korlátozott érzéki reprezentálásuk. Ilyenek főleg a helyi jelentésűek, mint a ’felől’, ’között/közé’, ’felé’, ’alatt/alá’, ’fölött/fölé’, ’előtt/elé’, ’mögött/mögé’, ’körül/köré’ jelentésűek.
Eredetileg az elöljárók mind hely- és időviszonyokat fejeztek ki, majd okra, célra stb. vonatkozó viszonyokat is kezdtek kifejezni. Ezért főleg az elsődleges elöljáróknak több jelentése van. Egyesek konkrétabbak, mások elvontabbak. Példa konkrét vs. elvont jelentésekre a román pe elöljáróé. Eredetileg helyi jelentése van, pl. Pune paharul pe masă ’Tedd a poharat az asztalra!’, de a tárgyeset morfémája lett többek között ha a tárgyat személynév fejezi ki: L-am văzut pe Gheorghe ’Láttam Gheorghét’.
A másodlagos elöljáróknak és az elöljáró értékű szókapcsolatoknak pontosabb jelentésük van, és ugyancsak kondrétabbak vagy elvontabbak attól függően, hogy milyen fogalmi tartalmú szavakat foglalnak magukban.

## Elöljárós szerkezetek
Elöljárokkal szerkesztenek különféle típusú határozókat. Alaptagjuk többféle szófajú lehet:
- ige: (franciául) Il téléphone à sa mère tous les dimanches ’Telefonál az anyjának minden vasárnap’;[23]
- melléknév: (montenegróiul) Vi ste gori od tuđina ’Maga rosszabb egy idegennél’;[24]
- határozószó: (angolul) There’s a cinema not far from here ’Van egy mozi nem messze innen’;[25]
- indulatszó: (románul) Vai de mine! ’Jaj nekem!’.[26]

Ugyancsak elöljárók köthetnek főnévi vagy névmási jelzőt alaptagjához:
- (franciául) une boîte en carton ’kartondoboz’;[27]
- (románul) casă de vânzare ’eladó ház’;[28]
- (angolul) information about the course ’tudnivalók a tanfolyamról’;[29]
- (montenegróiul) vjera u uspjeh ’a sikerben való hit’.[30]

Elöljárós szerkezet névszói állítmány névszói részét is képezheti:
- (franciául) Ce manteau est encore à la mode ’Ez a kabát még divatos’;[31]
- (románul) Inelul e de aur ’A gyűrű aranyból van’;[32]
- (angolul) Are you for the plan? ’Egyetértesz/Egyetért/Egyetértetek/Egyetértenek a tervvel?’;[33]
- (szerbül) Narukvica je od srebra ’A karkötő ezüstből van’.[34]

Az elöljárós szó lehet:
- főnév, mint a fenti példák többségében;
- névmás: (angolul) I can reserve a seat for you ’Foglalhatok helyet neked’;
- számnév: (horvátul) stol za dvoje ’asztal két személyre’;[35]
- melléknév: (franciául) Les volets du chalet ont été repeints en vert ’A menedékház zsalugátereit zöldre festették újra’;[36]
- birtokos determináns: (románul) înaintea mea ’előttem’;[37]
- határozószó: (franciául) Il est parti pour toujours ’Elment örökre’;[38]
- főnévi igenév: (angolul) Take something to read on the train ’Vigyél valami olvasni valót a vonaton’;[39]
- melléknévi igenév: (románul) mașină de scris ’írógép’.[40]

Olykor elöljárót egész mondat követ: (franciául) Il est sorti par où il était entré ’Arra ment ki, amerre bement’.

## Elöljárók és esetek viszonya
A névszóragozás nélküli nyelvekben az elöljárós szó alakja nem változik ahhoz képest, amikor elöljáró nélkül használt. Ez mindig így van például a franciában: Il y a un grand parking devant le supermarché ’A szupermarket előtt nagy parkoló van’, C’est grâce à toi que j’ai trouvé si vite un studio ’Neked köszönhetően találtam ilyen hamar lakást’. Az angolban a névszóragozás maradékaként az elöljárókat az 1. és a 3. személyű személyes névmások más alakjaik követik, mint amikor nincs elöljárójuk, azaz alanyi funkcíojuk van, pl. Describe him to me ’Írd le nekem őt’, miközben ’ő’-nek he (hímnem), ’én’-nek pedig I felel meg.
A névszóragozásos nyelvekben az elöljáró legalább egy bizonyos esetet követel meg azon ragozható szavaktól, amelyek előtt áll.
Az elsődleges és az elvont jelentésű elöljárók által megkövetelt eset általában motiválatlan, de olyan másodlagos elöljárók és elöljáró értékű szókapcsolatok is vannak, amelyek ugyanazt az esetet vonzzák, mint amikor alapelemük lexikai jelentésű szó, vagy az volt. Például a román împrejurul pădurii ’az erdő körül’ helyhatározó megtartja az elöljárója alapjaként szolgáló jur ’valami körüli tér’ főnév jelentését, és az eredeti birtokviszonyát a pădure ’erdő’ szóval, mint birtokossal, ezért vonzza a birtokos esetet.
A románban a legtöbb elöljáró és egyszerű elöljáróval végződő elöljáró értékű szókapcsolat a tárgyesettel használatos: lângă foc ’a tűz mellett’, pentru tine ’érted, számodra’, alături de parc ’a park mellett’, împreună cu mine ’velem együtt’ stb. Az elsődleges asupra ’fölött’, contra ’ellen’ elöljáró, a legtöbb másodlagos elöljáró és elöljáró értékű szókapcsolat a birtokos esetet vonzza: contra inundațiilor ’az árvizek ellen’, împrejurul turnului ’a torony körül’, în fața coloanei ’az oszlop előtt’. Néhány elöljáró a részes esetet követeli meg: conform știrilor ’a hírek szerint’, contrar părerii ’a véleménnyel ellentétben’, grație ajutorului ’a segítségnek köszönhetően’, potrivit datelor ’az adatoknak megfelelően’
Olyan nyelvekben, mint amilyen a BHMSz, amelyekben a névszóragozás fejlettebb, mint a románban, az esetek használata az elöljárókkal összetettebb. Többségük egyetlen esetet vonz, de olyanok is vannak, amelyek kettővel, egyesek hárommal is használtak. Az eset kiválasztását leggyakrabban az elöljáró jelentése határozza meg, de egyeseket két esettel használnak ugyanazzal a jelentéssel, és az esetet az ige jelentése diktálja.
Egyetlen esettel használt elöljárók például:
- a birtokos esettel: Sve će biti gotovo do jeseni ’Minden kész lesz őszig’;
- a részes esettel: Tako se on ponaša prema svim gostima ’Így viselkedik ő minden vendéggel’;
- a tárgyesettel: Viđeli smo kroz prozor što se događa ’Az ablakon keresztül láttuk, hogy mi történik’;
- az eszközhatározói esettel: Stalno se svađa s komšijama ’Folyton veszekszik a szomszédokkal’;
- a locativus esettel: Postupite po zakonu! ’A törvénynek megfelelően járjanak el!’

A jelentései szerint két esettel használt elöljáró egyik példája s:
- a birtokos esettel: Crijep je pao s krova ’A cserép a tetőről esett le’;
- az eszközhatározói esettel: Susreo sam se s njim ’Találkoztam vele’.

Példa három esettel használt elöljáróra za:
- a birtokos esettel: za života ’egy életre’ (= ’az élet egész tartamára’);
- a tárgyesettel: roba za prodaju ’eladó áru’;
- az eszközhatározói esettel: On dolazi za mnom ’Ő utánam jön’.

Egyes helyi jelentésű elöljárók az ige jelentésétől függően használtak két esettel. Ha az ige hely felé való mozgást fejez ki, a tárgyeset használatos: Golub je sletio na krov ’A galamb felrepült a tetőre’. Ellenben ha az ige nem fejez ki mozgást hely felé (bár kifejezhet nem meghatározott irányú mozgást), a használt eset más, például az előbbi példa igéjével a locativus: Golub je na krovu ’A galamb a tetőn van’.

## Elöljárók és determinánsok viszonya
Az elöljárók között különbségek vannak aszerint is, hogy milyen korlátozásokat diktálnak a determinánsok használatát illetően. A névelőkkel nem rendelkező nyelvek esetében, mint a BHMSz, ez csak a többi determinánsra vonatkozik.
Például a franciában a dans ’-ba(n)/-be(n)’ elöljárót mindig determinánsos névszó követi, de az ugyancsak ’-ba(n)/-be(n)’ jelentésű en legtöbbször determináns nélkül használt. Például különböző jelentésárnyalatokkal ’a pokolban’ határozónak megfelel dans l’enfer és en enfer.
A románban azoknak a szavak, amelyeknek birtokos vagy részes esetben kell állniuk, mindig ilyen esetű determinánsuk van: deasupra câmpiei ’a síkság fölött’ , deasupra unei câmpii ’egy síkság fölött’, datorită împrejurărilor ’a körülményeknek köszönhetően’, datorită unor împrejurări ’egyes körülményeknek köszönhetően. Ellenben a tárgyesetet vonzó legtöbb elöljáró nem jelenik meg határozott artikulusos szóval, bár ekkor is a szó határozott, amint azt a fordítás mutatja, pl. Intru în casă ’Bemegyek a házba’. Ha viszont a névszónak jelzője van, határozottságát legalább a határozott artikulus jelzi: Intru în casa din dreapta ’Bemegyek a jobboldali házba’.